# Tinariwen
Tinariwen (tuaregue: ⵜⵏⵔⵓⵏ, com vogais ⵜⵉⵏⴰⵔⵉⵡⵉⵏ, "desertos", plural de ténéré "deserto") é um grupo de músicos tuaregues do norte do Mali, da região do Deserto do Saara. A banda foi formada em 1979 em Tamanrasset, Argélia, mas retornou ao Mali após um cessar-fogo na década de 1990. O grupo começou a ficar conhecido fora da região do Saara em 2001, com o lançamento de The Radio Tisdas Sessions, e com performances no Festival au Désert no Mali e no Festival de Rosquilda na Dinamarca.  Sua popularidade cresceu internacionalmente com o lançamento do álbum Aman Iman em 2007.
Ao lado de Ali Farka Touré, a banda foi grande mobilizadora da cena musical do Mali, influenciando outras bandas como o Songhoy Blues.

## Biografia

### Primeiros anos
O Tinariwen foi fundado por Ibrahim Ag Alhabib, que aos quatro anos testemunhou a execução de seu pai (um rebelde tuaregue) durante uma rebelião em 1963 no Mali. Quando criança, assistiu a um filme de faroeste no qual um caubói tocava violão. Ag Alhabib construiu o próprio instrumento a partir de uma lata, um pedaço de madeira e um cabo de freio de bicicleta. Ele começou a tocar canções tradicionais tuaregues bem como canções árabes modernas.[carece de fontes?] Ag Alhabib viveu primeiramente na Argélia em campos de refugiados perto de Bordj Badji Mokhta e em desertos em volta da cidade de Tamanrasset, onde ganhou um violão de um homem árabe local. Mais tarde, viveu com outros exilados tuaregues na Líbia e na Argélia
No final dos anos 1970, Ag Alhabib se juntou a outros músicos da comunidade rebelde tuaregue, explorando a música de protesto radical chaabi de grupos marroquinos como Nass El Ghiwane e Jil Jilala; o rai argelino; e artistas de rock e pop ocidentais como Elvis Presley, Led Zeppelin, Carlos Santana, Dire Straits, Jimi Hendrix, Boney M. e Bob Marley. Ag Alhabib formou um grupo com Alhassane Ag Touhami e os irmãos Inteyeden Ag Ablil e Liya Ag Ablil em Tamanrasset, na Argélia para tocar em festas e casamentos. Ag Alhabib adquiriu seu primeiro violão de verdade em 1979. O grupo não tinha nome oficial; as pessoas começaram a chamá-los de Kel Tinariwen, que em tamaxeque significa "O Povo dos Desertos" ou "Os Garotos do Deserto".
Em 1980, o governante líbio Muammar al-Gaddafi publicou um decreto convocando todos os jovens tuaregues que viviam ilegalmente na Líbia a receber treinamento militar completo. Gaddafi sonhava em formar um regimento saariano, formado pelos melhores jovens combatentes tuaregues, para promover suas ambições territoriais no Chade, no Níger e em outros lugares. Ag Alhabib e seus colegas de banda responderam ao chamado e receberam nove meses de treinamento. Eles responderam a um chamado semelhante em 1985, desta vez por líderes do movimento rebelde tuaregue na Líbia, e conheceram os músicos Keddou Ag Ossade, Mohammed Ag Itlale (também conhecido como "Japonais"), Sweiloum, Abouhadid e Abdallah Ag Alhousseyni. Todos cantaram e tocaram guitarra em várias permutações. Os músicos se uniram em um coletivo (agora conhecido como Tinariwen) para criar canções sobre os problemas enfrentados pelo povo tuaregue, construíram um estúdio improvisado e prometeram gravar música de graça para qualquer um que fornecesse uma fita cassete virgem. As cassetes caseiras resultantes foram comercializadas amplamente em toda a região do Saara.
Em 1989, o coletivo deixou a Líbia e mudou-se para a terra natal de Ag Alhabib, no Mali, que retornou a sua aldeia natal de Tessalit pela primeira vez em 26 anos. Em 1990, o povo tuaregue de Mali se revoltou contra o governo, com alguns membros do Tinariwen participando como combatentes rebeldes. Depois que um acordo de paz conhecido como Acordo de Tamanrasset foi alcançado em janeiro de 1991, os músicos deixaram o exército e se dedicaram à música em tempo integral. Em 1992, alguns dos membros da Tinariwen foram para Abidjan, na Costa do Marfim, para gravar um cassete nos estúdios JBZ. Eles faziam apresentações ocasionais em comunidades tuaregues espalhadas pela região do Saara, ganhando popularidade boca-a-boca entre os tuaregues.

### Reconhecimento internacional (1998–2009)

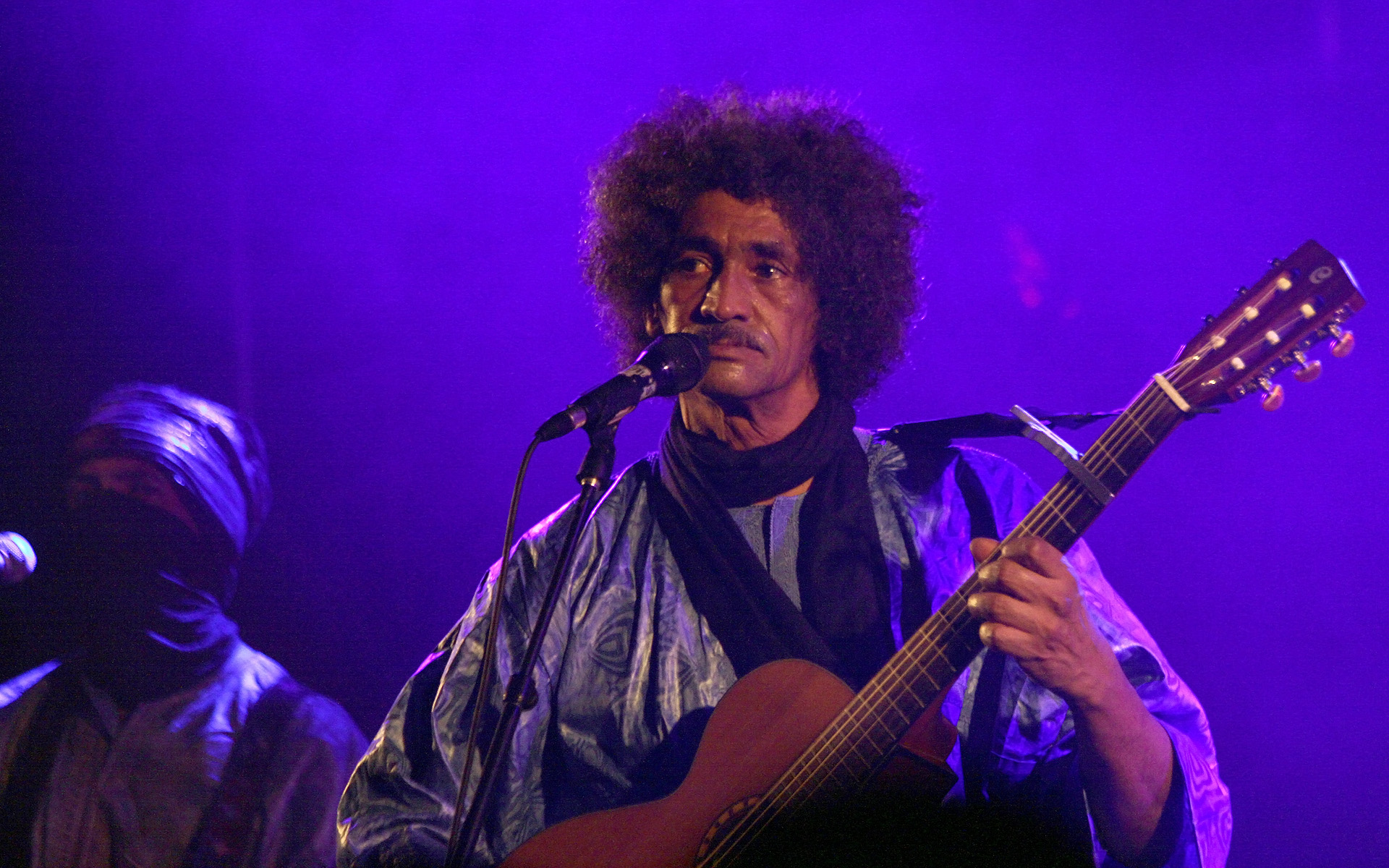
Ibrahim Ag Alhabib tocando com o Tinariwen em Viena, em 2011

Em 1998, o Tinariwen chamou a atenção do grupo de world music francês Lo'Jo e de seu empresário Philippe Brix. Esse grupo viajou para um festival de música em Bamako e conheceu dois membros do coletivo. Em 1999, alguns membros o Tinariwen viajaram para a França e se apresentaram com Lo'Jo sob o nome de Azawad. Os dois grupos organizaram o Festival au Désert  em janeiro de 2001 em Essakane, no Mali, com Tinariwen como headliners e em estreita cooperação com o festival belga de Sfinks. O festival atraiu a atenção estrangeira para o Tinariwen. No final de 2001, o Tinariwen havia se apresentado nos festivais  WOMAD e Rosquilda. Seu primeiro CD, The Radio Tisdas Sessions, foi gravado por Justin Adams e Jean-Paul Romann na estação de rádio de mesmo nome (a única estação de tamaxeque em Quidal, Mali) e lançado em 2001. Foi a primeira gravação do grupo a ser lançada fora do norte da África.
Desde 2001, o Tinariwen faz turnês regularmente na Europa, América do Norte, Japão e Austrália; aparecendo frequentemente em festivais de música alternativa/world music como Glastonbury, Coachella, Rosquilda, Les Vieilles Charrues, WOMAD, FMM Sines e Printemps de Bourges . O grupo ganhou mais atenção no exterior em 2004, com seu primeiro show no Reino Unido no maior festival gratuito de música africana do país, o Africa Oye. Seu álbum de 2004, Amassakoul ("o viajante" em tamaxeque) e seu sucessor de 2007, Aman Iman ("água é vida" em tamaxeque) foram lançados em todo o mundo e ganharam fãs famosos como Carlos Santana, Robert Plant, Thom Yorke do Radiohead, Chris Martin do Coldplay, Henry Rollins, Brian Eno, TV On The Radio e Bono e The Edge do U2. Em 2005, o Tinariwen recebeu um prêmio da BBC para World Music e, em 2008, recebeu o prestigiado prêmio Praetorius Music da Alemanha.
Também desde 2001, o coletivo Tinariwen acrescentou vários jovens músicos tuaregues que não viveram os conflitos militares experimentados pelos membros mais velhos, mas contribuíram para a evolução multigeracional do coletivo. Os novos membros incluem o baixista Eyadou Ag Leche, o percussionista Said Ag Ayad, o guitarrista Elaga Ag Hamid, o guitarrista Abdallah Ag Lamida e os vocalistas Wonou Walet Sidati e as irmãs Walet Oumar. O álbum da banda em 2009 Imidiwan ("companheiros", em tamaxeque) foi gravado em um estúdio móvel por Jean-Paul Romann, na aldeia de Tessalit, no Mali.

## Prêmios
- Em 2012, ganharam o prêmio de melhor grupo no Songlines Music Awards[10] pelo álbum Tassili .
- Em 2012, ganharam o Grammy Award de Melhor Álbum de World Music pelo álbum Tassili .[11]

## Discografia
Álbuns
- 2001 - The Radio Tisdas Sessions
- 2004 - Amassakoul
- 2007 - Aman Iman: Water is Life
- 2009 - Imidiwan: Companions
- 2011 - Tassili 3
- 2014 - Emmaar
- 2017 - Elwan
- 2019 - Amajdar